# Beluj
Beluj é um município da Eslováquia, situado no distrito de Banská Štiavnica, na região de Banská Bystrica. Tem 22,81 km² de área e sua população em 2018 foi estimada em 126 habitantes.

## Demografia
| Ano:        | 1994 | 2004    | 2014    | 2024    |
| ----------- | ---- | ------- | ------- | ------- |
| Broj ljudi: | 178  | 159     | 121     | 137     |
| Razlika:    |      | -10,67% | -23,89% | +13,22% |

| Ano:               | 2023 | 2024   |
| ------------------ | ---- | ------ |
| Número de pessoas: | 143  | 137    |
| Diferença:         |      | -4,19% |